# 1894
| [ Edytuj tabelę ]              | |
| Król Polski (tytularny)        | - 1881 Aleksander III Romanow 1894 - 1894 Mikołaj II Romanow 1917 |
| Emir Afganistanu               | - 1880 Abdur Rahman Chan 1901 |
| Współksiążęta Andory           | - 1879 Salvador Casañas i Pagès 1901 - 1887 Marie François Sadi Carnot 1894 - 1894 Jean Casimir-Périer 1895                                                                       |
| Prezydent Argentyny            | - 1892 Luis Sáenz Peña 1895 |
| Cesarz Austrii                 | - 1848 Franciszek Józef I 1916 |
| Król Bawarii                   | - 1886 Otto 1913 |
| Król Belgów                    | - 1865 Leopold II 1909 |
| Premier Belgii                 | - 1884 Auguste Beernaert 1894 - 1894 Jules de Burlet 1896 |
| Prezydent Boliwii              | - 1892 Mariano Baptista 1896 |
| Prezydent Brazylii             | - 1891 Floriano Peixoto 1894 - 1894 Prudente de Morais 1898 |
| Sułtan Brunei                  | - 1885 Hashim Jalilul Alam Aqamaddin 1906 |
| Car Bułgarii                   | - 1887 Ferdynand I Koburg 1918 |
| Premier Bułgarii               | - 1887 Stefan Stambołow 1894 - 1894 Konstantin Stoiłow 1899 |
| Prezydent Chile                | - 1891 Jorge Montt 1896 |
| Cesarz Chin                    | - 1875 Guangxu 1908 |
| Premier Czarnogóry             | - 1879 Božo Petrović-Njegoš 1905 |
| Król Czech                     | - 1848 Franciszek Józef I 1916 |
| Król Danii                     | - 1863 Chrystian IX 1906 |
| Premier Danii                  | - 1875 Jacob Brønnum Scavenius Estrup 1894 - 1894 Tage Reedtz-Thott 1897 |
| Dalajlama                      | - 1876 Thubten Gjaco 1933 |
| Władca Egiptu                  | - 1892 Abbas II Hilmi 1914 |
| Premier Egiptu                 | - 1893 Rijad Pasza 1894 - 1894 Nubar Pasza 1895 |
| Prezydent Ekwadoru             | - 1892 Luis Cordero Crespo 1895 |
| Cesarz Etiopii                 | - 1889 Menelik II 1913 |
| Prezydent Francji              | - 1887 Marie François Sadi Carnot 1894 - 1894 Jean Périer 1895 |
| Premier Francji                | - 1893 Jean Casimir-Périer 1894 - 1894 Charles Dupuy 1895 |
| Król Grecji                    | - 1863 Jerzy I 1913 |
| Prezydent Gwatemali            | - 1892 José María Reina Barrios 1898 |
| Prezydent Haiti                | - 1889 Florvil Hyppolite 1896 |
| Prezydent Hawajów              | - 1894 Sanford B. Dole 1900 |
| Król Hiszpanii                 | - 1886 Alfons XIII 1931 |
| Premier Hiszpanii              | - 1892 Práxedes Mateo Sagasta 1895 |
| Król Holandii                  | - 1890 Wilhelmina 1948 |
| Premier Holandii               | - 1891 Gijsbert van Tienhoven 1894 - 1894 Joan Röell 1897 |
| Prezydent Hondurasu            | - 1893 Domingo Vásquez Toruño 1894 - 1894 José Policarpo Bonilla Vásquez 1899 |
| Szach Iranu                    | - 1848 Naser ad-Din Szah 1896 |
| Król Irlandii                  | - 1837 Wiktoria Hanowerska 1901 |
| Cesarz Japonii                 | - 1867 Mutsuhito 1912 |
| Premier Japonii                | - 1892 Hirobumi Itō 1896 |
| Kalif                          | - 1876 Abdülhamid II 1909 |
| Premier Kanady                 | - 1892 John Thompson 1894 - 1894 Mackenzie Bowell 1896 |
| Emir Kataru                    | - 1878 Kasim ibn Muhammad Al Sani 1913 |
| Prezydent Kolumbii             | - 1892 gen. Rafael Núñez 1894 - 1894 Miguel Antonio Caro 1896 |
| Patriarcha Konstantynopola     | - 1891 Neofit VIII 1894 |
| Władca Korei                   | - 1863 Kojong 1907 |
| Prezydent Kostaryki            | - 1890 José Rodríguez Zeledón 1894 - 1894 Rafael Yglesias Castro 1902 |
| Emir Kuwejtu                   | - 1892 Muhammad 1896 |
| Prezydent Liberii              | - 1892 Joseph Cheeseman 1896 |
| Książę Liechtensteinu          | - 1858 Jan II Dobry 1929 |
| Wielki książę Luksemburga      | - 1890 Adolf 1905 |
| Premier Luksemburga            | - 1888 Paul Eyschen 1915 |
| Sułtan Maroka                  | - 1873 Hassan I 1894 - 1894 Abd al-Aziz IV 1908 |
| Prezydent Meksyku              | - 1884 Porfirio Díaz 1911 |
| Książę Monako                  | - 1889 Albert I 1922 |
| Król Nepalu                    | - 1881 Prithvi 1911 |
| Premier Nepalu                 | - 1885 Bir Shumsher Jang Bahadur Rana 1901 |
| Cesarz Niemiec                 | - 1888 Wilhelm II Hohenzollern 1918 |
| Kanclerz Niemiec               | - 1890 Leo von Caprivi 1894 - 1894 Chlodwig Hochenlohe- -Schillingsfürst 1900 |
| Prezydent Nikaragui            | - 1893 José Santos Zelaya 1909 |
| Król Norwegii                  | - 1872 Oskar II 1905 |
| Premier Nowej Zelandii         | - 1893 Richard Seddon 1906 |
| Sułtan Omanu                   | - 1888 Fajsal ibn Turki 1913 |
| Papież                         | - 1878 Leon XIII 1903 |
| Prezydent Paragwaju            | - 1890 Juan Gualberto González 1894 - 1894 Marcos Morínigo 1894 - 1894 Juan Bautista Egusquiza 1898                                                                               |
| Prezydent Peru                 | - 1890 Remigio Morales Bermúdez 1894 - 1894 Justiniano Borgono 1894 - 1894 Andrés Avelino Cáceres 1895                                                                            |
| Król Portugalii                | - 1889 Karol 1908 |
| Król Prus                      | - 1888 Wilhelm II 1918 |
| Car Rosji                      | - 1881 Aleksander III 1894 - 1894 Mikołaj II 1917 |
| Król Rumunii                   | - 1881 Karol I 1914 |
| Premier Rumunii                | - 1891 Lascăr Catargiu 1895 |
| Król Saksonii                  | - 1873 Albert I Wettyn 1902 |
| Prezydent Salwadoru            | - 1890 Carlos Ezeta 1894 - 1894 Rafael Antonio Gutiérrez 1898 |
| Kapitanowie Regenci San Marino | - 1893 Marino Fattori Pietro Francini 1894 - 1894 Pietro Tonnini 1894 - 1894 Giuliano Belluzzi 1894 - 1894 Francesco Marcucci 1894 - 1894 Settimio Belluzzi Marino Borbiconi 1895 |
| Król Serbii                    | - 1889 Aleksander Obrenowić 1903 |
| Prezydent Szwajcarii           | - 1894 Emil Frey 1894 |
| Król Szwecji                   | - 1872 Oskar II 1907 |
| Premier Szwecji                | - 1891 Erik Gustaf Boström 1900 |
| Król Tajlandii                 | - 1868 Chulalongkorn 1910 |
| Król Tonga                     | - 1893 Jerzy Tupou II 1918 |
| Premier Tonga                  | - 1893 Siosateki Veikune 1905 |
| Sułtan Turków                  | - 1876 Abdülhamid II 1909 |
| Prezydent Urugwaju             | - 1890 Julio Herrera y Obes 1894 - 1894 Duncan Stewart (p.o.) 1894 - 1894 Juan Idiarte Borda 1897                                                                                 |
| Prezydent USA                  | - 1893 Grover Cleveland 1897 |
| Prezydent Wenezueli            | - 1892 Joaquín Crespo 1898 |
| Król Węgier                    | - 1848 Franciszek Józef I 1916 |
| Premier Węgier                 | - 1892 Sándor Wekerle 1895 |
| Monarcha Wielkiej Brytanii     | - 1837 Wiktoria 1901 |
| Premier Wielkiej Brytanii      | - 1892 William Ewart Gladstone 1894 - 1894 Archibald Primrose 1895 |
| Król Włoch                     | - 1878 Humbert I 1900 |

Rok 1894 / MDCCCXCIV
stulecia: XVIII wiek ~
XIX wiek ~
XX wiek

dziesięciolecia:
1860–1869 •
1870–1879 •
1880–1889 •
1890–1899
• 1900–1909
• 1910–1919
• 1920–1929

lata: 1884 «
1889 «
1890 «
1891 «
1892 «
1893 «
1894
» 1895
» 1896
» 1897
» 1898
» 1899
» 1904

## Wydarzenia w Polsce
- 18 marca – w warszawskiej Zachęcie po raz pierwszy wystawiono kontrowersyjny obraz Szał uniesień Władysława Podkowińskiego.
- 24 kwietnia – w warszawskiej Zachęcie Władysław Podkowiński pociął nożem swój obraz Szał uniesień.
- 26 maja – wystawienie pracy Wojciecha Kossaka i Jana Styki, Panoramy Racławickiej, podczas Powszechnej Wystawy Krajowej we Lwowie, na której prezentowano dorobek gospodarczy Galicji.
- 27 maja – uruchomiono pierwszą linię tramwaju parowego na Górnym Śląsku.
- 31 maja – we Lwowie uruchomiono pierwszy na terenie Polski i pierwszy w Austro-Węgrzech tramwaj elektryczny.
- 5 czerwca – we Lwowie po raz pierwszy wystawiono Panoramę Racławicką autorstwa Jana Styki, Wojciecha Kossaka i innych.
- Lipiec – we Lwowie, podczas II Zlotu Sokolego, T. Stanirowski przebiegł 300 m w czasie 40,0 s.
- 12 lipca – ukazał się pierwszy numer „Robotnika”.
- 26 sierpnia – uruchomiono komunikację tramwajową w Gliwicach.
- 20 października – rozpoczął działalność Wojewódzki Szpital dla Nerwowo i Psychicznie Chorych Dziekanka w Gnieźnie (jako Krajowy Zakład Psychiatryczny w Dziekance).
- 3 listopada – w Poznaniu zostało założone Niemieckie Towarzystwo Kresów Wschodnich (Hakata).
- 20 listopada – otwarcie linii kolejowej Stanisławów-Woronienka (dł. 95,56 km), należącej do Austriackich Kolei Państwowych.
- 21 grudnia – poświęcono cerkiew św. Michała Archanioła w Warszawie.

## Wydarzenia na świecie
- 4 stycznia – zawarto sojusz francusko-rosyjski zwany dwuporozumieniem.
- 7 stycznia – William Kennedy Dickson, francusko-szkocki konstruktor, zatrudniony przez Thomasa Edisona opatentował kamerę filmową.
- 12 lutego – anarchista Émile Henry dokonał zamachu bombowego na kawiarnię Terminus w Paryżu; zginęła 1 osoba, a ok. 20 zostało rannych.
- 5 marca:
  - w Wielkiej Brytanii powstał rząd lorda Rosebery’ego.
  - francuski astronom Fernand Courty odkrył planetoidę (387) Aquitania.
- 10 marca – ukazało się pierwsze wydanie anglojęzycznego chińskiego dziennika Peking and Tientsin Times.
- 11 marca – założono szwedzki klub sportowy GAIS.
- 12 marca – w Vicksburgu w stanie Missisipi rozpoczęto sprzedaż Coca-Coli w butelkach.
- 16 marca – w Paryżu odbyła się premiera opery Thaïs Jules’a Masseneta.
- 25 marca – została poświęcona bazylika katedralna Matki Bożej Królowej Świata w Montrealu.
- 26 marca – Jules de Burlet został premierem Belgii.
- 31 marca – brytyjski statek pasażerski RMS Lucania zdobył Błękitną Wstęgę Atlantyku.
- 7 kwietnia – powstanie chłopskie w Korei: zwycięstwo powstańców nad siłami rządowymi w bitwie pod Peksan.
- 11 kwietnia – Uganda została objęta protektoratem brytyjskim.
- 16 kwietnia – Nubar Pasza został po raz trzeci premierem Egiptu.
- 27 kwietnia – francuski anarchista i zamachowiec Émile Henry został skazany na karę śmierci.
- 1 maja – na ulice Brukseli wyjechał pierwszy tramwaj elektryczny.
- 2 maja – oficjalnie otwarto Royal College of Music w Londynie.
- 8 maja – w Paryżu odbyła się premiera opery Portret Manon Jules’a Masseneta.
- 10 maja – otwarto Muzeum Aquincum w Budapeszcie.
- 12 maja – w Weimarze odbyła się premiera opery Guntram, pierwszej w dorobku Richarda Straussa.
- 13 maja – po raz pierwszy zaprezentowano publicznie obraz panoramiczny Przybycie Węgrów Árpáda Feszty’ego i jego pomocników.
- 21 maja – królowa brytyjska Wiktoria dokonała otwarcia Kanału Manchesterskiego.
- 26 maja – Niemiec Emanuel Lasker został mistrzem świata w szachach.
- 30 maja – Charles Dupuy został po raz drugi premierem Francji.
- 6 czerwca – założono niemiecki klub piłkarski Karlsruher SC.
- 7 czerwca – Abd al-Aziz IV został sułtanem Maroka.
- 9 czerwca – Marcos Morínigo został prezydentem Paragwaju.
- 19 czerwca – Uganda została proklamowana brytyjskim protektoratem.
- 23 czerwca – w Paryżu, na Sorbonie, z inicjatywny Pierre’a de Coubertina, powstał Międzynarodowy Komitet Olimpijski (MKOl).
- 24 czerwca – prezydent Francji Sadi Carnot został zraniony sztyletem przez włoskiego anarchistę Santo Caserio, w wyniku czego zmarł następnego dnia w szpitalu.
- 27 czerwca – Jean Casimir-Périer został prezydentem Francji.
- 30 czerwca – otwarto Tower Bridge w Londynie.
- 4 lipca – Haynes Elwood w Kokomo odbył pierwszą zakończoną sukcesem jazdę pojazdem wyposażonym w jednocylindrowy silnik o mocy 1KM.
- 22 lipca – na 126 km trasie Paryż-Rouen odbyły się pierwsze wyścigi pojazdów (samochodów) o napędzie parowym, elektrycznym, spalinowym. Zawody wygrał Francuz, markiz Albert de Dion na pojeździe parowym własnej konstrukcji.
- 25 lipca – wojna chińsko-japońska: zwycięstwo floty japońskiej w bitwie pod Pungdo.
- 29 lipca – wojna chińsko-japońska: zwycięstwo wojsk japońskich w bitwie pod Seonghwan.
- 1 sierpnia – wojna chińsko-japońska: po bitwie pod Seonghwan w Korei, oficjalnie została wypowiedziana wojna pomiędzy cesarzem Chin a cesarzem Japonii.
- 6 sierpnia – w Paryżu rozpoczął się proces trzydziestu anarchistów.
- 18 sierpnia – w Morawskiej Ostrawie otwarto pierwszą linię tramwaju parowego.
- 25 sierpnia – Kitasato Shibasaburo odkrył bakterię Pasteurella pestis wywołującą dżumę.
- 1 września – ponad 400 osób zginęło w pożarze miasta Hinckley w Minnesocie.
- 12 września – generał Li Hongzhang wysłał wojska do Pjongjangu w czasie wojny japońsko-chińskiej.
- 15 września – wojna chińsko-japońska: wygrana przez Japończyków bitwa pod Pjongjangiem.
- 17 września – wojna chińsko-japońska: flota japońska pokonała chińską w bitwie u ujścia Jalu.
- 15 października – we Francji został aresztowany kapitan Dreyfus.
- 24 października – wojna chińsko-japońska: zwycięstwo wojsk japońskich w bitwie pod Jiuliancheng.
- 29 października – książę Chlodwig zu Hohenlohe-Schillingsfürst został kanclerzem Rzeszy i premierem Prus.
- 1 listopada – na tronie rosyjskim zasiadł ostatni car – Mikołaj II.
- 15 listopada – Prudente de Morais został prezydentem Brazylii.
- 22 listopada – wojna chińsko-japońska: wojska japońskie zdobyły Lüshun (Port Artur).
- 5 grudnia – ukończono budowę gmachu Reichstagu w Berlinie.
- 22 grudnia – po trzydniowym procesie, oskarżony o zdradę na rzecz Niemiec Alfred Dreyfus został skazany na dożywotnie zesłanie do francuskiej kolonii karnej na Wyspie Diabelskiej.
- Zakończyła się ogólnoświatowa epidemia cholery.

## Urodzili się
- 1 stycznia:
  - Otto Aasen, norweski skoczek narciarski (zm. 1983)
  - Satyendra Nath Bose, indyjski fizyk (zm. 1974)
- 2 stycznia – Józef Klukowski, polski rzeźbiarz (zm. 1944 lub 1945)
- 3 stycznia:
  - Paschalis Penadés Jornet, hiszpański duchowny katolicki, męczennik, błogosławiony (zm. 1936)
  - ZaSu Pitts, amerykańska aktorka (zm. 1963)
- 7 stycznia – Józef Litauer, mecenas, działacz Polskiej Partii Socjalistycznej (zm. ?)
- 8 stycznia:
  - Maksymilian Maria Kolbe, franciszkanin, święty, zamordowany w obozie oświęcimskim przez hitlerowców (zm. 1941)
  - Friedrich Noltenius, niemiecki pilot wojskowy, as myśliwski (zm. 1936)
  - Seweryn Nowakowski, polski polityk samorządowy, prezydent Białegostoku (zm. ?)
- 9 stycznia:
  - Karol Lampert, austriacki duchowny katolicki, męczennik, błogosławiony (zm. 1944)
  - Henryk Stażewski, polski malarz (zm. 1988)
- 11 stycznia – Alexander Hall(inne języki), amerykański reżyser filmowy (zm. 1968)
- 13 stycznia:
  - Florence Birchenough, brytyjska wszechstronna lekkoatletka (zm. 1973)
  - Stanisław Grzmot-Skotnicki, polski generał brygady (zm. 1939)
  - Edward Passendorfer, polski geolog, specjalizujący się w stratygrafii, tektonice i paleontologii (zm. 1984)
  - Nina Pigulewska, rosyjska historyk, bizantynolog i mediewistka (zm. 1970)
- 14 stycznia:
  - Włodzimierz Budka, polski historyk i archiwista (zm. 1977)
  - Joseph Cogels, belgijski strzelec sportowy (zm. 1978)
  - Gerhard Scheffler, niemiecki polityk, nadburmistrz Poznania (zm. 1977)
  - Stefan Wyganowski, polski ziemianin, rolnik, przedsiębiorca, polityk, poseł na Sejm RP (zm. 1960)
- 15 stycznia:
  - José Bustamente(inne języki), peruwiański polityk, prezydent Peru (zm. 1989)
  - Henk Steeman, holenderski piłkarz (zm. 1979)
- 16 stycznia:
  - John B. Kennedy, amerykański dziennikarz (zm. 1961)
  - Konrad Mettlich, niemiecki pilot wojskowy, as myśliwski (zm. 1918)
- 17 stycznia:
  - Zygmunt Brockhusen, major piechoty Wojska Polskiego (zm. 1981)
  - Werner March, niemiecki architekt (zm. 1976)
- 18 stycznia:
  - Jan van Breda Kolff, holenderski piłkarz (zm. 1976)
  - Franciszek Jach, polski kapitan pilot (zm. 1944)
- 19 stycznia:
  - Jean Debucourt(inne języki), francuski aktor (zm. 1958)
  - Aleksandr Pawłow, rosyjski kapitan, emigracyjny działacz kombatancki, wydawca, publicysta (zm. 1963)
- 21 stycznia – Edgar Beyn, niemiecki żeglarz, olimpijczyk (zm. 1963)
- 22 stycznia – Stanisław Klementowski, polski oficer, kawaler Orderu Virtuti Militari (zm. 1945)
- 23 stycznia – Norman Slater, amerykański sportowiec, medalista olimpijski (zm. 1979)
- 24 stycznia:
  - Kazimierz Kanaś, polski major, kompozytor, kapelmistrz, organista (zm. 1980)
  - Franciszek Pieczko, polski robotnik, działacz komunistyczny (zm. 1945)
  - Gieorgij Połbicyn, radziecki polityk (zm. 1937)
  - Wilhelm Schnyder, szwajcarski strzelec sportowy (zm. 1946)
- 25 stycznia:
  - Aino Aalto, fińska architekt, projektantka form przemysłowych (zm. 1949)
  - Janko Alexy, słowacki malarz, pisarz (zm. 1970)
  - Aleksander Kierski, kawaler Virtuti Militari, zamordowany w Charkowie w 1940 roku
- 26 stycznia – Włodzimierz Skoraszewski, polski inżynier (zm. 1959)
- 27 stycznia:
  - Juan de Landa, hiszpański aktor (zm. 1968)
  - Albert Patterson, amerykański prawnik, polityk (zm. 1954)
- 29 stycznia:
  - Władysław Adamczyk, polski podpułkownik piechoty (zm. 1978)
  - Paul Baer, amerykański pilot wojskowy, as myśliwski (zm. 1930)
  - Karl Meyer, niemiecki pilot wojskowy, as myśliwski (zm. 1917)
- 30 stycznia:
  - Borys III, car Bułgarii (zm. 1943)
  - René Dorme, francuski pilot myśliwski (zm. 1917)
- 31 stycznia:
  - Kurt Blome, niemiecki lekarz, mikrobiolog, zbrodniarz wojenny (zm. 1969)
  - Tacjanna Wysocka, polska tancerka, choreografka, pedagog, teoretyk baletu, publicystka (zm. 1970)
- 1 lutego – John Ford, amerykański reżyser filmowy (zm. 1973)
- 2 lutego:
  - William Aitken, szkocki piłkarz, trener (zm. 1973)
  - Maria Kasterska, polska pisarka (zm. 1969)
  - Hendrik Anthony Kramers, holenderski fizyk (zm. 1952)
- 3 lutego:
  - Anna Leśkiewicz, polska nauczycielka (zm. 1980)
  - Norman Rockwell, amerykański malarz, ilustrator (zm. 1978)
- 4 lutego – Marceli Porowski, polski polityk, prezydent Warszawy (zm. 1963)
- 5 lutego – Ksenija Atanasijević, serbska pisarka, tłumaczka, filozof (zm. 1981)
- 6 lutego:
  - Maria Czapska, polska historyk literatury, eseistka (zm. 1981)
  - Micheil Cziaureli, gruziński reżyser filmowy (zm. 1974)
- 7 lutego – Cor Blekemolen, holenderski kolarz torowy i szosowy (zm. 1972)
- 8 lutego:
  - William Bishop, kanadyjski pilot wojskowy, as myśliwski (zm. 1956)
  - King Vidor, amerykański reżyser filmowy (zm. 1982)
- 9 lutego:
  - Władysław Białas, polski porucznik piechoty (zm. 1919)
  - Jerzy Gelbard, polski architekt pochodzenia żydowskiego (zm. 1944)
- 10 lutego:
  - Jakow Frenkel, rosyjski fizyk (zm. 1952)
  - Harold Macmillan, brytyjski polityk (zm. 1986)
- 11 lutego:
  - Witalij Bianki, rosyjski autor literatury dziecięcej i młodzieżowej (zm. 1959)
  - J. Hardin Peterson, amerykański polityk (zm. 1978)
- 12 lutego:
  - Kazimierz Łukasiewicz, polski oficer (zm. 1939)
  - Władysław Sieprawski, polski konstruktor, inżynier, kompozytor, esperantysta (zm. 1974)
- 13 lutego:
  - John Colville, brytyjski arystokrata, polityk (zm. 1954)
  - Jan Emil Skiwski, polski pisarz, publicysta, krytyk literacki (zm. 1956)
- 14 lutego:
  - Wasilij Abramow, radziecki generał major (zm. 1982)
  - Jack Benny, amerykański aktor (zm. 1974)
  - Karol Hławiczka, polski pianista, organista, kompozytor, dyrygent, pedagog, historyk muzyki, chopinolog (zm. 1976)
- 15 lutego:
  - Faustyn Kulczycki, polski kompozytor, dyrygent, pedagog (zm. 1960)
  - Wincenty Rusiecki, polski podpułkownik piechoty (zm. 1939)
- 18 lutego – Maria Józefina od Jezusa Ukrzyżowanego, włoska karmelitanka, błogosławiona katolicka (zm. 1948)
- 19 lutego:
  - Valentín Beniak, słowacki poeta, tłumacz (zm. 1973)
  - Rost van Tonningen, holenderski polityk nazistowski, kolaborant (zm. 1945)
- 20 lutego:
  - Mieczysław Boruta-Spiechowicz, polski generał brygady (zm. 1985)
  - Jarosław Iwaszkiewicz, polski pisarz (zm. 1980)
  - Tekla Teresa Merlo, Sługa Boża, pierwsza przełożona Córek Świętego Pawła (zm. 1964)
- 22 lutego:
  - Karol Trzasko-Durski, polski komandor (zm. 1971)
  - Marian Sokołowski, polski botanik, taternik (zm. 1939)
- 24 lutego – Willie Moretti, amerykański gangster pochodzenia włoskiego (zm. 1951)
- 25 lutego – Meher Baba, indyjski mistrz duchowy (zm. 1969)
- 26 lutego:
  - Olga Chodatajewa, rosyjska twórczyni filmów animowanych (zm. 1968)
  - James A. Fitzpatrick, amerykański reżyser, scenarzysta i producent filmowy (zm. 1980)
  - Franciszka Platówna-Rotter, polska śpiewaczka operowa (sopran dramatyczny) (zm. 1974)
- 28 lutego:
  - Kazimierz Czyżowski, polski poeta, dramaturg, publicysta (zm. 1977)
  - Ben Hecht, amerykański scenarzysta, reżyser, producent, dramaturg, prozaik pochodzenia żydowskiego (zm. 1964)
- 1 marca – Roderic Hill, brytyjski marszałek lotnictwa (zm. 1954)
- 2 marca – Aleksandr Oparin, rosyjski biochemik, botanik (zm. 1980)
- 3 marca – Władysław Węgrzyński, podpułkownik piechoty Wojska Polskiego (zm. 1940)
- 4 marca:
  - Viola Barry, amerykańska aktorka (zm. 1964)
  - Zygmunt Vetulani, polski ekonomista, dyplomata, urzędnik konsularny (zm. 1942)
- 5 marca – Louis Finet, belgijski jeździec sportowy (zm. ?)
- 6 marca:
  - Marcos Croce, argentyński piłkarz, bramkarz (zm. 1978)
  - Edgar Julius Jung, niemiecki prawnik, polityk, publicysta, zamachowiec (zm. 1934)
- 7 marca – Siergiej Łazo, rosyjski działacz komunistyczny, dowódca wojskowy (zm. 1920)
- 8 marca – Wäinö Aaltonen, fiński rzeźbiarz (zm. 1966)
- 9 marca – Roman Suszko, ukraiński pułkownik (zm. 1944)
- 10 marca:
  - Janina Biesiadecka, polska aktorka (zm. 1944)
  - Józef Dominik, polski szachista (zm. 1920)
  - Adele Obermayr, austriacka polityk (zm. 1972)
- 11 marca:
  - Otto Grotewohl, niemiecki polityk, premier NRD (zm. 1964)
  - Emil Thuy, niemiecki pilot wojskowy, as myśliwski (zm. 1930)
- 12 marca – Philadelpho Azevedo, brazylijski prawnik (zm. 1951)
- 14 marca:
  - Mikkjel Fønhus, norweski pisarz, dziennikarz, podróżnik (zm. 1973)
  - Osa Johnson, amerykańska podróżniczka, autorka filmów dokumentalnych (zm. 1953)
  - Ambrogio Levati, włoski gimnastyk (zm. 1963)
  - Heikki Liimatainen, fiński lekkoatleta, długodystansowiec (zm. 1980)
  - Władimir Triandafiłłow, radziecki oficer, teoretyk wojskowy (zm. 1931)
- 15 marca – Vilmos Aba-Novák, węgierski malarz, grafik (zm. 1941)
- 17 marca – Józef Marian Piasecki, polski lekarz (zm. 1944)
- 18 marca:
  - Wincenty Kociuba, polski rolnik, polityk, poseł na Sejm RP (zm. 1940)
  - Sachib-Gariej Said-Galijew, radziecki polityk (zm. 1938)
  - Albin Stepowicz, białoruski publicysta, polityk, poseł na Sejm RP (zm. 1934)
- 19 marca – Jiří Langer, żydowski poeta, naukowiec, publicysta, dziennikarz, pedagog (zm. 1943)
- 20 marca:
  - Hans Langsdorff, niemiecki oficer Kriegsmarine (zm. 1939)
  - Antoni Zwoliński, podpułkownik piechoty Wojska Polskiego, kawaler Orderu Virtuti Militari (zm. ?)
- 21 marca – Rudolf Nebel, niemiecki pilot wojskowy, konstruktor rakiet (zm. 1978)
- 22 marca – Tadeusz Ochlewski, polski skrzypek, pedagog, wydawca muzyczny (zm. 1975)
- 26 marca:
  - Albert Achard, francuski pilot wojskowy (zm. 1972)
  - Frank Kriz, amerykański gimnastyk (zm. 1955)
  - Viorica Ursuleac, rumuńska śpiewaczka operowa (sopran) (zm. 1985)
- 27 marca – Robert Rembieliński, doktor farmacji, historyk farmacji łódzkiej i polskiej (zm. 1975)
- 28 marca:
  - Julius Buckler, niemiecki pilot wojskowy, as myśliwski (zm. 1960)
  - Ernst Lindemann, niemiecki komandor (zm. 1941)
- 29 marca – Bob Steele, kanadyjski baseballista (zm. 1962)
- 30 marca:
  - Nikołaj Barabaszow, radziecki astronom, wykładowca akademicki (zm. 1971)
  - Thomas Green, brytyjski lekkoatleta, chodziarz (zm. 1975)
  - Siergiej Iljuszyn, rosyjski konstruktor samolotów (zm. 1977)
  - Roman Markuszewicz, polski psychiatra, neurolog, psychoanalityk (zm. 1946)
  - Bolesław Zarako-Zarakowski, polski i radziecki generał (zm. 1963)
- 31 marca – Antonín Hojer, czechosłowacki piłkarz (zm. 1964)
- 1 kwietnia:
  - Wasilij Awierkijew, radziecki działacz państwowy i partyjny (zm. 1936)
  - Paul-Pierre Méouchi, libański duchowny Kościoła maronickiego, patriarcha Antiochii, kardynał (zm. 1975)
- 2 kwietnia – Walter Mittelholzer, szwajcarski pionier lotnictwa, fotograf, podróżnik i pisarz (zm. 1937)
- 3 kwietnia:
  - Włodzimierz Bochenek, podpułkownik Sztabu Generalnego Wojska Polskiego (zm. 1926)
  - Maria od Aniołów Ginard Martí, hiszpańska zakonnica, męczennica, błogosławiona katolicka (zm. 1936)
- 4 kwietnia – Helena Nieć, polska botanik (zm. 1979)
- 5 kwietnia – Lawrence Bell, amerykański przedsiębiorca lotniczy (zm. 1956)
- 6 kwietnia:
  - Nikołaj Awtonomow, rosyjski duchowny prawosławny, kolaboracyjny samozwańczy arcybiskup, emigracyjny arcybiskup greckokatolicki (zm. 1979)
  - Gertrude Baines, amerykańska superstulatka (zm. 2009)
  - Jan Tupikowski, kapitan Wojska Polskiego, kawaler Virtuti Militari (zm. ?)
- 7 kwietnia:
  - Zygmunt Szweykowski, polski historyk literatury (zm. 1978)
  - Artur Tur, polski poeta, autor tekstów piosenek (zm. 1968)
- 8 kwietnia:
  - Wiktor Arkin, polski lekarz okulista, wykładowca akademicki pochodzenia żydowskiego (zm. 1982)
  - Eric Charel, niemiecki aktor, tancerz, reżyser filmowy i teatralny (zm. 1974)
- 9 kwietnia:
  - Jean Gounot, francuski gimnastyk (zm. 1978)
  - Cecilia Krieger, kanadyjska matematyk pochodzenia żydowskiego (zm. 1974)
  - Francisco Neto, brazylijski piłkarz, trener (zm. 1959)
  - Gerhard Schmidhuber, niemiecki generał (zm. 1945)
  - Keiji Shibazaki, japoński oficer marynarki wojennej (zm. 1943)
- 10 kwietnia:
  - Max Daume, niemiecki wysoki funkcjonariusz policji i SS Standartenführer, zbrodniarz nazistowski (zm. 1947)
  - Abdułła Kadiri, uzbecki pisarz (zm. 1938)
  - Sofja Sokołowska, radziecka dziennikarka, polityk (zm. 1938)
  - Alwin Thurm, niemiecki pilot wojskowy, as myśliwski (zm. 1917)
- 11 kwietnia:
  - Józef Biernacki, polski podpułkownik dyplomowany piechoty (zm. 1937)
  - Józef Żółtaszek, polski inspektor policji (zm. 1949)
- 12 kwietnia:
  - Francisco Craveiro Lopes, portugalski marszałek lotnictwa, polityk, prezydent Portugalii (zm. 1964)
  - Stefan Mrożewski, polski malarz, grafik (zm. 1975)
- 13 kwietnia:
  - Arthur Fadden, australijski polityk, premier Australii (zm. 1973)
  - Hermann Vallendor, niemiecki pilot wojskowy, as myśliwski (zm. 1974)
- 14 kwietnia – Henryk Liefeldt, polski kierowca wyścigowy, inżynier mechanik, konstruktor (zm. 1937)
- 15 kwietnia:
  - Nikita Chruszczow, radziecki polityk; przywódca ZSRR po Józefie Stalinie (zm. 1971)
  - Zygmunt Fila, polski podpułkownik piechoty (zm. 1939)
  - Bessie Smith, amerykańska pieśniarka bluesowa (zm. 1937)
- 16 kwietnia – Jerzy Spława-Neyman, amerykański matematyk, statystyk pochodzenia polskiego (zm. 1981)
- 18 kwietnia:
  - Marian Chęciński, polski działacz komunistyczny, polityk, poseł na Sejm RP (zm. prawdopodobnie 1937)
  - Hans Joachim Rolfes, niemiecki pilot wojskowy, as myśliwski (zm. 1935)
- 19 kwietnia – Adolf Wissel, niemiecki malarz (zm. 1973)
- 20 kwietnia:
  - Edward Bibring, austriacko-amerykański psychiatra, psychoanalityk pochodzenia żydowskiego (zm. 1959)
  - Władysław Jurgenson, polski kapitan pilot (zm. 1920)
  - Martinus Nijhoff(inne języki), holenderski poeta, eseista (zm. 1953)
  - Enrico Prampolini, włoski malarz, rzeźbiarz, scenograf (zm. 1956)
- 21 kwietnia – Ilja Zdaniewicz, rosyjsko-francuski pisarz, wydawca, malarz (zm. 1975)
- 22 kwietnia:
  - Max Pausch, niemiecki funkcjonariusz i zbrodniarz nazistowski (zm. 1948)
  - Camil Petrescu, rumuński dramaturg, prozaik, filozof (zm. 1957)
- 24 kwietnia – Walter von Bülow-Bothkamp, niemiecki pilot wojskowy, as myśliwski (zm. 1918)
- 25 kwietnia – Teofil Krzywik, polski porucznik pilot (zm. po 1919)
- 26 kwietnia:
  - Rudolf Heß, niemiecki polityk nazistowski (zm. 1987)
  - Walter Rudolf Kirschbaum, niemiecko-amerykański neurolog, psychiatra (zm. 1982)
  - Szymon Konarski, polski ekonomista, heraldyk, genealog (zm. 1981)
  - Karolis Reisonas, litewski architekt pochodzenia łotewskiego (zm. 1981)
- 27 kwietnia:
  - Lajos Kovács, węgierski piłkarz, trener (zm. 1973)
  - Nicolas Slonimsky, amerykański muzykolog, kompozytor pochodzenia rosyjskiego (zm. 1995)
- 28 kwietnia:
  - Horia Macellariu, rumuński kontradmirał, publicysta i wykładowca wojskowy (zm. 1989)
  - Teodor Regedziński, polski szachista (zm. 1954)
- 29 kwietnia:
  - Marietta Blau, austriacka fizyk (zm. 1970)
  - Joop Boutmy, holenderski piłkarz (zm. 1972)
  - Stefan Norris, polski i rumuński scenograf filmowy (zm. 1979)
- 30 kwietnia:
  - Herbert Vere Evatt, australijski prawnik, polityk (zm. 1965)
  - George Henry Hamilton Tate, amerykański zoolog pochodzenia brytyjskiego (zm. 1953)
  - Alfredo Martín, argentyński piłkarz (zm. 1955)
- 1 maja:
  - Florimond Cornellie, belgijski żeglarz, medalista olimpijski (zm. 1978)
  - Maria Restytuta Kafka, czeska zakonnica, męczennica, błogosławiona katolicka (zm. 1943)
  - Adam Kocur, polski powstaniec, polityk, prezydent Katowic (zm. 1965)
- 2 maja – Norma Talmadge, amerykańska aktorka, producentka filmowa (zm. 1957)
- 3 maja:
  - Boris Dwinski, radziecki polityk (zm. 1973)
  - Zygmunt Włodzimierz Skórzewski, polski ziemianin, rotmistrz (zm. 1974)
- 4 maja – Stanisław Styrczula, polski dyplomowany oficer piechoty (zm. 1940)
- 5 maja:
  - August Dvorak, amerykański psycholog pochodzenia czeskiego (zm. 1975)
  - Stefan Godlewski, polski poeta, prozaik, tłumacz (zm. 1942)
- 6 maja:
  - George Clifton Peters, australijski pilot wojskowy, as myśliwski (zm. 1959)
  - Władysław Skotarek, polski malarz, grafik, rzeźbiarz (zm. 1969)
- 7 maja – Francis Brennan, amerykański kardynał (zm. 1968)
- 8 maja:
  - Ildebrando Gregori, włoski zakonnik, czcigodny Sługa Boży (zm. 1985)
  - Friedrich Wilhelm Krüger, niemiecki wysoki funkcjonariusz w Generalnym Gubernatorstwie, zbrodniarz wojenny (zm. 1945)
- 10 maja:
  - Kazimierz Biernat, polski major piechoty (zm. 1937)
  - Dimitri Tiomkin, amerykański kompozytor muzyki filmowej pochodzenia rosyjskiego (zm. 1979)
- 11 maja:
  - Martha Graham, amerykańska tancerka, choreograf i pedagog (zm. 1991)
  - Anton Mussert, holenderski polityk nazistowski, kolaborant (zm. 1946)
  - Ferdinand Swatosch, austriacki piłkarz, trener (zm. 1974)
- 12 maja – Stanisław Różyc, polski ułan, legionista (zm. 1935)
- 13 maja:
  - Ásgeir Ásgeirsson, islandzki polityk, premier i prezydent Islandii (zm. 1972)
  - Gherman Pîntea, mołdawski dowódca wojskowy, polityk (zm. 1968)
- 14 maja – Alfred Aberdam, polski malarz (zm. 1963)
- 15 maja:
  - Josef Jacobs, niemiecki pilot wojskowy, as myśliwski (zm. 1978)
  - Feg Murray, amerykański lekkoatleta, płotkarz (zm. 1973)
  - Ture Ödlund, szwedzki curler (zm. 1942)
  - Marcin Tomaka, polski duchowny katolicki, męczennik, Sługa Boży (zm. 1942)
  - Feliks Wrobel, polski kompozytor, pedagog, teolog (zm. 1954)
- 16 maja:
  - Zygmunt Chmielewski, polski aktor (zm. 1978)
  - Eigil Christiansen, norweski żeglarz, olimpijczyk (zm. 1943)
  - Jan Czechowski, polski polityk, kierownik resortu sprawiedliwości PKWN (zm. 1972)
  - Maurycy Stanisław Potocki, polski hrabia, ziemianin, porucznik ułanów rezerwy (zm. 1949)
- 17 maja:
  - Daniel Bouckaert, belgijski jeździec sportowy (zm. 1965)
  - Erazm Kulesza, polski dziennikarz, inżynier, związkowiec (zm. 1975)
  - Zofia Podkowińska, polska historyk, archeolog (zm. 1975)
  - Jānis Sudrabkalns, łotewski poeta, prozaik, publicysta, polityk (zm. 1975)
- 18 maja – Magnus Dyrssen, szwedzki podpułkownik (zm. 1940)
- 20 maja:
  - Ewa Bandrowska-Turska, polska śpiewaczka operowa (zm. 1979)
  - Wiktor Boczar, polski działacz niepodległościowy, żołnierz, sędzia (zm. 1980)
  - Dorothea von Philipsborn, niemiecka rzeźbiarka (zm. 1971)
  - Adela Rogers St. Johns, amerykańska scenarzystka filmowa (zm. 1988)
  - Estelle Taylor, amerykańska aktorka (zm. 1958)
- 21 maja:
  - Mikałaj Haładzied, białoruski i radziecki polityk, przewodniczący Rady Komisarzy Ludowych Białoruskiej SRR (zm. 1937)
  - Wojciech Turowski, polski duchowny katolicki, generał zakonu pallotynów, biskup-nominat częstochowski (zm. 1959)
- 22 maja:
  - Ireneusz (Dordević), serbski biskup prawosławny (zm. 1952)
  - Friedrich Pollock, niemiecki socjolog, filozof (zm. 1970)
- 24 maja – Józef Ejczun, polski kapitan artylerii (zm. 1940)
- 25 maja – Feliks Szczęsny Kwarta, polski żołnierz, malarz (zm. 1980)
- 27 maja:
  - Louis-Ferdinand Céline, francuski pisarz (zm. 1961)
  - Dashiell Hammett, amerykański pisarz, twórca czarnego kryminału (zm. 1961)
- 28 maja – Emilian Piasecki, polski major piechoty (zm. 1940)
- 29 maja:
  - Beatrice Lillie, kanadyjska aktorka komediowa (zm. 1989)
  - Josef von Sternberg, amerykański reżyser filmowy pochodzenia austriackiego (zm. 1969)
- 30 maja:
  - Gunnar Böös, szwedzki szermierz, florecista (zm. 1987)
  - Karol Hanusz, polski aktor, śpiewak (zm. 1965)
  - Józef Jakubowski, polski major piechoty (zm. 1942)
- 31 maja:
  - Fred Allen, amerykański aktor (zm. 1956)
  - Henryk Lewenfisz-Wojnarowski, polski laryngolog pochodzenia żydowskiego (zm. 1956)
  - Erwin Więckowski, polski pułkownik, prezydent Poznania (zm. 1975)
- 1 czerwca:
  - Anatolij Błagonrawow, radziecki generał porucznik artylerii, polityk (zm. 1975)
  - Wanda Miłaszewska, polska pisarka (zm. 1944)
- 2 czerwca – Jean Gachet, francuski bokser (zm. 1968)
- 3 czerwca:
  - Fred Frame, amerykański kierowca wyścigowy (zm. 1962)
  - Nels Nelsen, kanadyjski skoczek narciarski, działacz sportowy pochodzenia norweskiego (zm. 1943)
- 4 czerwca:
  - Alv Kjøs, norweski polityk, oficer (zm. 1990)
  - Charles Tilden, amerykański sportowiec, medalista olimpijski (zm. 1968)
- 5 czerwca:
  - James Glenn Beall, amerykański polityk, senator ze stanu Maryland (zm. 1971)
  - Franz Bilko, austriacki malarz, rysownik, grafik (zm. 1968)
  - Józef Lipski, polski major, polityk, dyplomata (zm. 1958)
  - Aleksander Rafałowski, polski malarz, scenograf (zm. 1981)
  - Mieczysław Stecewicz, polski major piechoty (zm. 1942)
  - Roy Thomson, kanadyjski magnat mediowy (zm. 1976)
- 6 czerwca:
  - Sabin Drăgoi, rumuński kompozytor i etnomuzykolog (zm. 1968)
  - Harry Greb, amerykański bokser (zm. 1926)
  - Władysław Świrski, polski ekonomista, prawnik, publicysta, polityk, żołnierz AK (zm. 1971)
  - Violet Trefusis, brytyjska arystokratka, pisarka (zm. 1972)
- 7 czerwca:
  - Gerard Crole, brytyjski pilot wojskowy, as myśliwski (zm. 1965)
  - Aleksandr Prokofjew-Siewierski, rosyjsko-amerykański pilot wojskowy, as myśliwski, pionier lotnictwa, teoretyk geopolityki i geostrategii (zm. 1974)
- 8 czerwca – Siamon Walfson, białoruski filozof, literaturoznawca, wykładowca akademicki, polityk (zm. 1941)
- 9 czerwca:
  - Jan Andrysiak, polski porucznik, działacz ludowy i komunistyczny, uczestnik powstania warszawskiego, polityk (zm. 1966)
  - Nedo Nadi, włoski szablista, florecista (zm. 1940)
- 10 czerwca – Pavel Bořkovec, czeski kompozytor (zm. 1972)
- 12 czerwca – Hans Luxenburger, niemiecki psychiatra (zm. 1976)
- 13 czerwca:
  - Tay Garnett, amerykański reżyser filmowy (zm. 1977)
  - Jacques Henri Lartigue, francuski malarz, fotograf (zm. 1986)
- 14 czerwca:
  - Maria Adelajda, wielka księżna Luksemburga (zm. 1924)
  - Jan Gamarnik, rosyjski działacz komunistyczny (zm. 1937)
  - Franz Michel Willam, austriacki duchowny katolicki, teolog, antropolog, pisarz (zm. 1981)
- 15 czerwca:
  - Robert Russell Bennett, amerykański kompozytor, dyrygent, aranżer (zm. 1981)
  - Nikołaj Czebotariow, rosyjski matematyk (zm. 1947)
- 16 czerwca:
  - Norman Kerry, amerykański aktor (zm. 1956)
  - Arthur Bliss Lane, amerykański dyplomata, pierwszy ambasador Stanów Zjednoczonych w Polsce po II wojnie światowej (zm. 1956)
  - Fiodor Tołbuchin, radziecki dowódca wojskowy, marszałek ZSRR (zm. 1949)
  - Just-Émile Vernet, francuski kierowca wyścigowy (zm. 1992)
- 17 czerwca – Wilhelm Schepmann, niemiecki funkcjonariusz nazistowski, szef sztabu SA (zm. 1970)
- 18 czerwca:
  - Mieczysław Bilek, polski prawnik, polityk, prezydent Radomia, burmistrz Gdyni (zm. 1943)
  - Hermann Baisch, niemiecki pejzażysta i animalista (ur. 1846)
- 19 czerwca – Pola Lindfeldówna, polska rzeźbiarka, graficzka pochodzenia żydowskiego (zm. 1942)
- 20 czerwca:
  - Mieczysław Basiewicz, major piechoty Wojska Polskiego (zm. 1935)
  - (lub 27 czerwca) Władysław Chłopicki, polski neurolog, psychiatra (zm. 1980)
- 21 czerwca:
  - Kazimierz Damm, polski kapitan piechoty (zm. 1942)
  - Torkel Persson, szwedzki biegacz narciarski (zm. 1972)
- 23 czerwca:
  - Edward VIII, król Wielkiej Brytanii, Północnej Irlandii i Indii (zm. 1972)
  - Alfred Kinsey, amerykański seksuolog (zm. 1956)
- 25 czerwca:
  - Hermann Oberth, niemiecki naukowiec, jeden z pionierów techniki rakietowej (zm. 1989)
  - Nazli Sabri, królowa Egiptu i Sudanu (zm. 1978)
- 26 czerwca – Erik Dahlström, szwedzki piłkarz (zm. 1953)
- 27 czerwca:
  - Rimma Iwanowa, rosyjska pielęgniarka (zm. 1915)
  - Marie Nademlejnská, czeska aktorka (zm. 1974)
- 29 czerwca:
  - Stanisław Boliński, polski starszy sierżant (zm. 1976)
  - Einar Fróvin Waag, farerski polityk (zm. 1989)
- 30 czerwca – Rachela Wolińska, polska poetka pochodzenia żydowskiego (zm. 1944)
- 1 lipca – Józef Śron, polski chorąży piechoty, żołnierz AK (zm. 1952)
- 2 lipca – André Kertész, węgierski fotograf, dziennikarz (zm. 1985)
- 3 lipca – Jaime de Barros Câmara, brazylijski duchowny katolicki, arcybiskup Belém i São Sebastião do Rio de Janeiro, kardynał (zm. 1971)
- 5 lipca:
  - Eivind Holmsen, norweski strzelec sportowy (zm. 1990)
  - Oskar Lindberg, szwedzki biegacz narciarski (zm. 1977)
  - Shinzō Ōya, japoński polityk (zm. 1980)
  - Pierre de Vizcaya, hiszpański kierowca wyścigowy (zm. 1933)
- 6 lipca – Wit Tarnawski, polski pisarz, krytyk literacki (zm. 1988)
- 7 lipca:
  - Hans Koch, niemiecki teolog, historyk, oficer Abwehry (zm. 1959)
  - Czesław Skonieczny, polski aktor (zm. 1946)
  - Josephine Sticker, austriacka pływaczka (zm. 1960)
- 8 lipca – Carlo Ludovico Bragaglia(inne języki), włoski reżyser i scenarzysta filmowy (zm. 1998)
- 9 lipca:
  - Piotr Kapica (ros. Пётр Леонидович Капица), rosyjski fizyk, laureat Nagrody Nobla (zm. 1984)
  - Percy Spencer, amerykański inżynier, wynalazca (zm. 1970)
- 10 lipca:
  - Aleksy Bień, polski działacz socjalistyczny, poseł, prezydent Sosnowca (zm. 1977)
  - Jimmy McHugh, amerykański kompozytor (zm. 1969)
  - Stanisław Szulmiński, Sługa Boży, polski duchowny, pallotyn, męczennik (zm. 1941)
- 12 lipca:
  - Wojciech Korsak, polski podpułkownik dyplomowany piechoty (zm. 1965)
  - Tadeusz Łęgowski, polski żołnierz (zm. 1943)
  - Jurij Zawadski, rosyjski aktor, reżyser teatralny (zm. 1977)
- 13 lipca – Isaak Babel, rosyjski prozaik, dramaturg, dziennikarz pochodzenia żydowskiego (zm. 1940)
- 14 lipca:
  - Hal C. Kern, amerykański montażysta i producent filmowy, laureat Oscara (zm. 1985)
  - Władysław Zaleski, polski działacz państwowy na emigracji (zm. 1982)
- 15 lipca – Tadeusz Sendzimir, polski inżynier i wynalazca (zm. 1989)
- 16 lipca – Henryk Sławik, polski dziennikarz, powstaniec śląski, działacz socjalistyczny, Sprawiedliwy wśród Narodów Świata (zm. 1944)
- 17 lipca – Georges Lemaître, belgijski astronom i kosmolog (zm. 1966)
- 18 lipca:
  - Wawrzyniec Dolata, polski sierżant (zm. 1973)
  - Augustin Malár, słowacki generał (zm. 1945)
- 19 lipca:
  - Aleksandr Chinczyn, rosyjski matematyk (zm. 1959)
  - Jerzy Pajączkowski-Dydyński, polski pułkownik, superstulatek (zm. 2005)
- 20 lipca – Errett Lobban Cord, amerykański przedsiębiorca, wynalazca, polityk (zm. 1974)
- 21 lipca:
  - Jakub Appenszlak, polski dziennikarz, tłumacz pochodzenia żydowskiego (zm. 1950)
  - Marian Borzemski, polski kapitan, strzelec sportowy (zm. 1959)
- 22 lipca:
  - Gustaf Carlson, szwedzki piłkarz, trener (zm. 1942)
  - Björn Collinder, szwedzki językoznawca-uralista (zm. 1983)
  - Oskar Maria Graf, niemiecki pisarz, anarchista (zm. 1967)
- 23 lipca:
  - Władysław Mikołajczak, pułkownik piechoty Wojska Polskiego, kawaler Orderu Virtuti Militari (zm. 1960)
  - Arthur Treacher, brytyjski aktor (zm. 1975)
- 24 lipca – Gil Alberto Enriquez, ekwadorski generał, polityk, prezydent Ekwadoru (zm. 1962)
- 25 lipca:
  - Walter Brennan, amerykański aktor (zm. 1974)
  - Gavrilo Princip, serbski nacjonalista, zamachowiec (zm. 1918)
- 26 lipca:
  - Adam Gadomski, polski geograf, geolog, taternik (zm. 1942)
  - Aldous Huxley, angielski powieściopisarz, nowelista, eseista, poeta (zm. 1963)
  - Magdalena Samozwaniec, polska pisarka (zm. 1972)
- 27 lipca:
  - Sebastian Chorzewski, polski lekarz, powstaniec śląski, komendant główny Związku Polski Niepodległej (zm. 1940)
  - Jerzy Potulicki, polski hrabia, rotmistrz, bobsleista (zm. 1950)
- 28 lipca:
  - Alfred Ostroróg, polski urzędnik, kawaler Orderu Virtuti Militari (zm. 1937)
  - Marian Turkowski, polski generał brygady (zm. 1948)
- 30 lipca – Kurt Schönfelder, niemiecki pilot wojskowy, as myśliwski (zm. 1918)
- 31 lipca:
  - Anna Kleczkowska, polska uczestniczka walk o Lwów 1918–1919, żołnierz Ochotniczej Legii Kobiet (zm. 1983)
  - Ludwik Turulski, polski pułkownik saperów (zm. 1952)
- 1 sierpnia:
  - Ottavio Bottecchia, włoski kolarz szosowy (zm. 1927)
  - Edward Digby, brytyjski arystokrata, polityk (zm. 1964)
  - Wilhelm Orlik-Rückemann, polski generał brygady (zm. 1986)
  - Kurt Wintgens, niemiecki pilot wojskowy, as myśliwski (zm. 1916)
- 2 sierpnia:
  - Czesław Bomba, polski podporucznik piechoty, działacz niepodległościowy (zm. 1919)
  - Carlo Galimberti, włoski sztangista (zm. 1939)
  - Hal Mohr, amerykański operator filmowy (zm. 1974)
- 4 sierpnia:
  - Carlos Coimbra da Luz, brazylijski polityk, prezydent Brazylii (zm. 1961)
  - André Devaux, francuski lekkoatleta, sprinter (zm. 1981)
  - Josef Kuchynka, czechosłowacki piłkarz, trener (zm. 1979)
  - Władysław Sontag, polski oficer (zm. 1940)
- 6 sierpnia – Arnaldo, brazylijski piłkarz (zm. 1980)
- 9 sierpnia – Stanisław Heller, major intendent dyplomowany Wojska Polskiego, kawaler Virtuti Militari (zm. 1933)
- 11 sierpnia:
  - Kazimierz Barański, radziecki funkcjonariusz służb specjalnych (zm. 1937)
  - Francis W. Epperson, amerykański wynalazca, przedsiębiorca (zm. 1983)
  - Stefan Warchoł, polski oficer, kawaler Orderu Virtuti Militari (zm. 1949)
- 12 sierpnia:
  - Rajmund Bergel, polski poeta, dramaturg, krytyk literacki, kapitan piechoty (zm. 1937)
  - Albert Leo Schlageter, niemiecki bojówkarz (zm. 1923)
- 13 sierpnia:
  - Józef Kobyłecki, polski generał brygady (zm. 1969)
  - Tadeusz Antoni Porębski, polski generał brygady, urzędnik państwowy, prezes NIK (zm. 1970)
  - Stefan Stefanowski, polski przodownik policji (zm. 1940)
  - František Ventura, czeski jeździec sportowy (zm. 1969)
- 14 sierpnia – Edmund Meisel, niemiecki kompozytor, dyrygent (zm. 1930)
- 16 sierpnia:
  - Richard Berger, szwajcarski malarz, grafik, historyk sztuki (zm. 1984)
  - Stanisław Mierczyński, polski etnograf muzyczny, kompozytor, skrzypek, taternik (zm. 1952)
- 18 sierpnia – Stanisław Piasek, polski żołnierz, kawaler Orderu Virtuti Militari (zm. 1935)
- 19 sierpnia:
  - Reginald Krzyżanowski, polski duchowny katolicki, Sługa Boży (zm. 1939)
  - Ludwik Kubasiewicz, polski wojskowy, kawaler Virtuti Militari, zamordowany w Charkowie (zm. 1940)
- 21 sierpnia:
  - Christian Schad, niemiecki malarz (zm. 1982)
  - Tadeusz Seweryn, polski etnograf, malarz, grafik, muzeolog i badacz sztuki ludowej (zm. 1975)
- 23 sierpnia – Zygmunt Gużewski, major Wojska Polskiego, kawaler Virtuti Militari (zm. 1973)
- 24 sierpnia:
  - Aleksandr Chadiejew, radziecki generał porucznik (zm. 1957)
  - Robert Giertsen, norweski żeglarz, medalista olimpijski (zm. 1978)
- 25 sierpnia:
  - Alfred Berger, austriacki łyżwiarz figurowy (zm. 1966)
  - Max Gossner, niemiecki pilot wojskowy, as myśliwski (zm. 1973)
  - Józef Komenda, polski działacz niepodległościowy i oficer (zm. 1940)
  - Willem Ruys, holenderski armator (zm. 1942)
  - Nick Winter, australijski lekkoatleta, trójskoczek (zm. 1955)
- 26 sierpnia:
  - Fernando Bonatti, włoski gimnastyk (zm. 1974)
  - Aura Buzescu, rumuńska aktorka (zm. 1992)
  - Arthur Henry Cobby, australijski pilot wojskowy, as myśliwski (zm. 1955)
  - Władysław Kowalski, polski pisarz, polityk, minister kultury i sztuki, marszałek Sejmu Ustawodawczego, członek Rady Państwa (zm. 1958)
  - Lech Niemojewski, polski architekt (zm. 1952)
  - Maksim Purkajew, radziecki generał (zm. 1953)
- 27 sierpnia:
  - André Lurçat, francuski architekt, urbanista (zm. 1970)
  - Kazimierz Wierzyński, polski poeta, prozaik i eseista (zm. 1969)
- 28 sierpnia:
  - Karl Böhm, austriacki dyrygent (zm. 1981)
  - Brunon Franowski, polski malarz, grafik (zm. 1957)
- 29 sierpnia:
  - Harold Barron, amerykański lekkoatleta, płotkarz (zm. 1978)
  - Siemion Bogdanow, radziecki dowódca wojskowy, marszałek wojsk pancernych (zm. 1960)
  - Tadeusz Andrzej Broniewski, polski architekt, historyk i krytyk architektury, konserwator zabytków (zm. 1976)
- 30 sierpnia – Mieczysław Janowski, kawaler Virtuti Militari, zamordowany przez NKWD w Charkowie (zm. 1940)
- 31 sierpnia:
  - Rajmund Barański, polski lekarz, polityk, minister zdrowia (zm. 1971)
  - Jan Dębski, polski aktor (zm. 1966)
  - Charles Reznikoff, amerykański poeta, prozaik, dramaturg pochodzenia żydowskiego (zm. 1976)
- 2 września:
  - Joseph Roth, austriacki pisarz, dziennikarz pochodzenia żydowskiego (zm. 1939)
  - Ward Van Orman, amerykański inżynier, wynalazca, pilot balonowy (zm. 1978)
- 3 września – Helmut Richard Niebuhr, amerykański teolog protestancki (zm. 1962)
- 4 września – Maria Zientara-Malewska, polska pisarka (zm. 1984)
- 6 września:
  - Carl Grossberg, niemiecki malarz (zm. 1940)
  - Roy Glenwood Spurling, amerykański neurochirurg (zm. 1968)
- 7 września – Gala Dali, Rosjanka, żona i muza Salvadora Dali (zm. 1982)
- 8 września – Willem Pijper, holenderski kompozytor, krytyk muzyczny, wykładowca (zm. 1947)
- 9 września:
  - Christian Donhauser, niemiecki pilot wojskowy, as myśliwski (zm. 1919)
  - Arthur Freed, amerykański kompozytor, producent filmowy (zm. 1973)
  - Alaksandr Krynicki, radziecki polityk (zm. 1937)
- 11 września – Maria Kownacka, polska pisarka (zm. 1982)
- 12 września:
  - Friedrich Ebert młodszy, wschodnioniemiecki polityk (zm. 1979)
  - Billy Gilbert, amerykański aktor, komik (zm. 1971)
  - James Anthony Murphy, amerykański kierowca wyścigowy (zm. 1924)
- 13 września:
  - Wanda Czarnocka-Karpińska, polska lekarka, taterniczka i alpinistka (zm. 1971)
  - John Boynton Priestley, brytyjski pisarz, krytyk i eseista (zm. 1984)
  - Adam Szczerbowski, polski poeta, pedagog, krytyk literacki, tłumacz (zm. 1956)
  - Julian Tuwim, polski poeta reprezentujący nurt Skamandrytów (zm. 1953)
- 14 września – Leon Suchorzewski, polski rolnik, polityk, burmistrz Włodzimierza Wołyńskiego, poseł na Sejm RP (zm. 1970)
- 15 września:
  - Oskar Klein, szwedzki fizyk teoretyk (zm. 1977)
  - Jean Renoir, francuski reżyser filmowy (zm. 1979)
- 16 września:
  - Adam Błotnicki, major piechoty Wojska Polskiego (zm. ?)
  - Étienne Bonnes, francuski rugbysta, medalista olimpijski (zm. ?)
- 18 września:
  - Józef Olędzki, polski major piechoty (zm. 1941)
  - Eugeniusz Świerczewski, polski dziennikarz, krytyk teatralny, agent Gestapo w AK (zm. 1944)
- 19 września:
  - Tadeusz Bartodziejski, polski kolarz szosowy (zm. 1940)
  - Rachel Lyman Field, amerykańska autorka literatury dziecięcej i młodzieżowej (zm. 1942)
- 20 września – Michał Kłopotowski, polski oficer dyplomowany, kawaler Virtuti Militari, zamordowany w Charkowie w 1940
- 21 września:
  - Tichon Chwiesin, radziecki dowódca wojskowy, polityk (zm. 1938)
  - Tadeusz Fabiański, polski legionista, dziennikarz (zm. 1972)
  - Harry Liversedge, amerykański lekkoatleta, kulomiot, generał brygadier (zm. 1951)
  - Siergiej Łukin, radziecki polityk (zm. 1948)
  - Werner Preuss, niemiecki pilot wojskowy, as myśliwski (zm. 1919)
- 22 września:
  - Franciszek Bartoszek, polski polityk, poseł na Sejm PRL (zm. 1964)
  - Louis Bennett Jr., amerykański pilot wojskowy, as myśliwski (zm. 1918)
  - Hieronim Feicht, polski duchowny katolicki, muzykolog, pedagog muzyczny, kompozytor (zm. 1967)
- 23 września:
  - Edward Jan Baird, polski zootechnik, docent doktor habilitowany nauk rolniczych (zm. 1971)
  - Teresa Landy, polska franciszkanka, filozof, krytyk literacki, tłumaczka (zm. 1972)
- 24 września:
  - Tekla Borowiak, polska działaczka robotnicza (zm. 1943)
  - Gunnar Sköld, szwedzki kolarz szosowy (zm. 1971)
- 25 września – Alina Erdmanowa, polska lekarka (zm. 1959)
- 26 września:
  - Vaughn De Leath, amerykańska piosenkarka (zm. 1943)
  - Jan Nagiel, polski starszy szeregowy (zm. 1920)
- 27 września – Lothar von Richthofen, niemiecki pilot wojskowy, as myśliwski (zm. 1922)
- 28 września – Trofim Kołomijec, radziecki generał porucznik (zm. 1971)
- 29 września:
  - Adam Barszcz, polski kapitan inżynier broni pancernych (zm. 1980)
  - Franco Capuana, włoski dyrygent (zm. 1969)
  - František Lipták, słowacki taternik, działacz turystyczny i narciarz wysokogórski (zm. 1967)
- 30 września:
  - Stanisław Nawrocki, polski kompozytor i pianista (zm. 1950)
  - Stanisław Scheuring, major piechoty Wojska Polskiego, kawaler Virtuti Militari, sędzia (zm. 1953)
- 1 października – Gustaw Andrzej Mokrzycki, polski kapitan, inżynier, konstruktor (zm. 1992)
- 2 października:
  - Zygmunt Dygat, polski pianista (zm. 1977)
  - James McCrae, szkocki piłkarz, trener (zm. 1974)
  - Andrzej Józef Sapieha, polski ziemianin, hodowca bydła rasowego, podporucznik rezerwy, emisariusz KG AK (zm. 1945)
- 3 października:
  - Walter Warlimont, niemiecki generał (zm. 1976)
- 4 października:
  - Józef Beck, polski polityk (zm. 1944)
  - Frans Gunnar Bengtsson, szwedzki prozaik, poeta, biograf (zm. 1954)
- 5 października:
  - Franciszek Gnyp, polski artysta malarz, nauczyciel, kawaler Orderu Virtuti Militari (zm. 1970)
  - Tadeusz Gronowski, polski grafik, malarz, architekt wnętrz, plakacista (zm. 1990)
  - Wincenty Hyla, polski rolnik, działacz niepodległościowy i społeczny (zm. 1975)
  - Bevil Rudd, południowoafrykański lekkoatleta, sprinter i średniodystansowiec (zm. 1948)
- 7 października:
  - Edward Andrzejak, polski działacz socjalistyczny (zm. 1967)
  - Del Lord(inne języki), kanadyjski reżyser filmowy (zm. 1970)
- 9 października – Bohdan Górski, polski major piechoty (zm. 1942)
- 10 października – Wiktor Petrow, ukraiński filolog, etnograf, historyk, pisarz (zm. 1969)
- 11 października:
  - Wincenty Adamski, polski rolnik, sierżant, działacz niepodległościowy (zm. 1940)
  - Luis Ángel Firpo, argentyński bokser (zm. 1960)
  - Bohdan Podoski, polski prawnik, polityk, poseł na Sejm RP, wicemarszałek Sejmu (zm. 1986)
- 12 października – Elżbieta Hohenzollern-Sigmaringen, księżniczka rumuńska, królowa Grecji (zm. 1956)
- 13 października:
  - Franjo Kogoj, chorwacki dermatolog, wykładowca akademicki pochodzenia żydowskiego (zm. 1983)
  - Hermann Voss, niemiecki anatom, histolog, wykładowca akademicki (zm. 1987)
- 14 października:
  - E.E. Cummings, amerykański poeta, dramaturg i malarz (zm. 1962)
  - Heinrich Lübke, niemiecki polityk, prezydent RFN (zm. 1972)
  - Karol Plicka, czesko-słowacki folklorysta, fotograf i filmowiec, dokumentalista kultury ludowej Czechów i Słowaków (zm. 1987)
- 15 października:
  - Zygmunt Kaczyński, polski duchowny katolicki, polityk, minister wyznań religijnych i oświecenia publicznego w Rządzie RP na uchodźstwie (zm. 1953)
  - Mosze Szaret, izraelski polityk, premier Izraela (zm. 1965)
- 16 października:
  - Martin Lucas, holenderski duchowny katolicki, arcybiskup, nuncjusz apostolski (zm. 1969)
  - Zdzisław Styczeń, polski piłkarz (zm. 1978)
  - Marcel Varnel, francuski reżyser i producent filmowy (zm. 1947)
- 17 października:
  - Władysław Anczyc, polski kapitan, drukarz, filolog, muzykolog, pianista, geolog, taternik (zm. 1940)
  - Jan Łomnicki, polski major piechoty (zm. 1944)
- 18 października:
  - Tibor Déry, węgierski prozaik, poeta, dramaturg, eseista (zm. 1977)
  - Margaret Molesworth, australijska tenisistka (zm. 1985)
- 20 października – Henryk Berlewi, polski malarz, krytyk sztuki (zm. 1967)
- 22 października:
  - Mei Lanfang, chiński aktor, reżyser, śpiewak operowy (zm. 1961)
  - Mateusz (Siemaszko), polski biskup prawosławny (zm. 1985)
- 23 października:
  - Al McCoy, amerykański bokser (zm. 1966)
  - Adam Dzianott, polski żołnierz, oficer c. i k. armii, podpułkownik dyplomowany Wojska Polskiego (zm. 1981)
  - Isabella Moore, brytyjska pływaczka (zm. 1975)
- 24 października:
  - Józef Seidenbeutel, polski malarz pochodzenia żydowskiego (zm. 1923)
  - Zdzisław Stroński, polski historyk, polityk, prezydent Stanisławowa, poseł na Sejm RP (zm. 1972)
- 25 października – Luis Larrea Alba, ekwadorski pułkownik, polityk, tymczasowy prezydent Ekwadoru (zm. 1979)
- 26 października:
  - Zygmunt Biesiadecki, polski aktor (zm. 1944)
  - Dmitrij Gusiew, radziecki generał pułkownik (zm. 1957)
- 27 października:
  - Oliver Leese, brytyjski generał porucznik (zm. 1978)
  - John Lennard-Jones(inne języki), brytyjski matematyk, fizyk, chemik (zm. 1954)
  - Fritz Sauckel, niemiecki polityk i działacz nazistowski (zm. 1946)
  - Tadeusz Wański, polski fotografik (zm. 1958)
- 28 października:
  - Jean Rogissart, francuski pisarz (zm. 1961)
  - Karol Fryderyk Stellbrink, niemiecki duchowny luterański, męczennik (zm. 1943)
  - Ludwig Wrede, austriacki łyżwiarz figurowy (zm. 1965)
- 29 października – Jack Pearl, amerykański aktor wodewilowy, osobowość radiowa pochodzenia żydowskiego (zm. 1982)
- 30 października – Halvor Birkeland, norweski żeglarz, medalista olimpijski (zm. 1971)
- 31 października – Franciszek Plocek, polski działacz niepodległościowy, rolnik, polityk, poseł na Sejm i senator RP (zm. 1980)
- 1 listopada – Konrad Srzednicki, polski malarz, grafik (zm. 1993)
- 2 listopada – Hakon Aasnæs, norweski strzelec sportowy (zm. 1973)
- 4 listopada – Bohumil Boček, czechosłowacki generał armii (zm. 1952)
- 6 listopada:
  - Leonard Michalski, polski oficer, kawaler Orderu Virtuti Militari (zm. 1963)
  - Stanisław Paszke, polski kapitan kapelmistrz, dyrygent, kompozytor, pedagog (zm. 1974)
- 7 listopada – Karol Krzysztof Bokalski, polski pułkownik dyplomowany kawalerii (zm. 1967)
- 8 listopada – Stefan Kwiatkowski, polski komandor podporucznik (zm. 1939)
- 9 listopada:
  - Dietrich von Choltitz, niemiecki generał piechoty, wojenny gubernator Paryża w czasie II wojny światowej (zm. 1966)
  - Józef Rajmund Paschalis Ferrer Botella, hiszpański duchowny katolicki, męczennik, błogosławiony (zm. 1936)
- 10 listopada:
  - Janina Hurynowicz, neurofizjolog, neurolog, psychiatra (zm. 1967)
  - Gieorgij Iwanow, rosyjski poeta (zm. 1958)
  - Nikołaj Rudniew, rosyjski rewolucjonista, bolszewik (zm. 1918)
- 11 listopada – Beverly Bayne, amerykańska aktorka (zm. 1982)
- 12 listopada – Leopold Brodziński, polski aktor, dziennikarz, autor tekstów piosenek (zm. 1942)
- 13 listopada:
  - Piotr Hausvater, polski nauczyciel, poeta, muzyk, działacz teatralny (zm. 1966)
  - Nita Naldi, amerykańska aktorka pochodzenia irlandzkiego (zm. 1961)
- 14 listopada – Zbigniew Antonowicz, polski kapitan rezerwy saperów (zm. 1940)
- 15 listopada:
  - Edward Bagieński, polski pułkownik dyplomowany artylerii (zm. 1979)
  - Felix Greissle, austriacki dyrygent, pedagog i redaktor muzyczny (zm. 1982)
  - Karol López Vidal, hiszpański działacz Akcji Katolickiej, męczennik, błogosławiony katolicki (zm. 1936)
- 17 listopada:
  - Richard Coudenhove-Kalergi, austriacki polityk, twórca paneuropeizmu (zm. 1972)
  - Piotr Grzegorczyk(inne języki), polski bibliograf, biograf (zm. 1968)
- 18 listopada:
  - Earl Eby, amerykański lekkoatleta, średniodystansowiec (zm. 1970)
  - Géza Kertész, węgierski piłkarz, trener (zm. 1945)
- 19 listopada:
  - Franciszek Adamczyk, polski podoficer, starszy sierżant pilot, strzelec samolotowy (zm. 1936)
  - Wacław Stachiewicz, polski generał, szef Sztabu Głównego w latach 1935–1939 (zm. 1973)
  - Américo Tomás, portugalski wojskowy, polityk, prezydent Portugalii (zm. 1987)
- 20 listopada:
  - Ernest Maunoury, francuski pilot wojskowy, as myśliwski (zm. 1921)
  - Carl Mayer(inne języki), austriacki pisarz, scenarzysta filmowy (zm. 1944)
- 22 listopada – Hilariusz Illinicz, polski działacz turystyczny (zm. 1981)
- 23 listopada:
  - Andrzej Baj, polski porucznik piechoty (zm. 1969)
  - Mary Langford, brytyjska pływaczka (zm. 1973)
- 24 listopada – Stefan Tyszkiewicz, polski hrabia, inżynier, wynalazca (zm. 1976)
- 25 listopada – Håkon Ellingsen, norweski wioślarz (zm. 1971)
- 26 listopada:
  - Peder Marcussen, duński gimnastyk (zm. 1972)
  - Iwan Papanin, rosyjski kontradmirał, badacz polarny (zm. 1986)
  - Norbert Wiener, amerykański matematyk, twórca cybernetyki (zm. 1964)
- 27 listopada – Kōnosuke Matsushita, japoński przedsiębiorca (zm. 1989)
- 28 listopada:
  - Andrzej Boni, polski architekt pochodzenia włoskiego (zm. 1962)
  - Arkady Fiedler, polski prozaik, reportażysta, przyrodnik i podróżnik (zm. 1985)
  - Henry Hazlitt, przedstawiciel austriackiej szkoły ekonomicznej (zm. 1993)
  - Aleksandr Iljin-Żeniewski, radziecki szachista, teoretyk szachów, bolszewik, pisarz, historyk, dyplomata (zm. 1941)
- 30 listopada:
  - Basil Bennett, amerykański lekkoatleta, młociarz (zm. 1938)
  - Jan Kądziela, polski działacz niepodległościowy (zm. ?)
  - Iosif Kibort, rosyjski rewolucjonista, czekista (zm. 1937)
  - Donald Ogden Stewart, amerykański scenarzysta filmowy (zm. 1980)
- 1 grudnia – Julijan Hołowinskyj, ukraiński działacz niepodległościowy i nacjonalistyczny, wojskowy (zm. 1930)
- 2 grudnia:
  - Helena Buczyńska, polska aktorka, reżyserka, tancerka, choreografka (zm. 1957)
  - Maria Eugeniusz od Dzieciątka Jezus Grialou, francuski karmelita, błogosławiony katolicki (zm. 1967)
  - Warren William, amerykański aktor (zm. 1948)
- 3 grudnia – Władimir Engelhardt, rosyjski biochemik (zm. 1984)
- 4 grudnia – Song Ziwen, chiński przedsiębiorca, polityk, premier Republiki Chińskiej (zm. 1971)
- 5 grudnia – Charles Robberts Swart, południowoafrykański polityk, prezydent RPA (zm. 1982)
- 6 grudnia:
  - Mikuláš Mlynárčik, słowacki działacz turystyczny, taternik i instruktor narciarstwa (zm. 1977)
  - Søren Petersen, duński bokser (zm. 1945)
  - Tadeusz Romer, polski dyplomata i polityk (zm. 1978)
- 7 grudnia:
  - Louis Béguet, francuski rugbysta, medalista olimpijski (zm. 1983)
  - Ambroży Moszyński, polski zoolog (zm. 1941)
  - Antoni Pajdak, polski adwokat, działacz socjalistyczny i niepodległościowy, polityk (zm. 1988)
- 8 grudnia:
  - Florbela Espanca, portugalska poetka (zm. 1930)
  - Józef Górka, starszy sierżant Wojska Polskiego (zm. 1945)
  - James Thurber, amerykański humorysta, rysownik (zm. 1961)
- 9 grudnia – Adam Królikiewicz, polski jeździec sportowy (zm. 1966)
- 10 grudnia – Tadeusz Roman Tomaszewski, generał brygady Wojska Polskiego, uczestnik walk o niepodległość Polski (zm. 1967)
- 11 grudnia – Martin Linge, norweski aktor, kapitan (zm. 1941)
- 12 grudnia – Oskar Mucha, polski inżynier budownictwa, wykładowca akademicki (zm. 1974)
- 13 grudnia – Fernando De Fuentes(inne języki), meksykański reżyser filmowy (zm. 1958)
- 15 grudnia:
  - Nikołaj Antipow, radziecki polityk (zm. 1938)
  - Yūsaburō Uchida, japoński psychiatra, psycholog (zm. 1966)
- 16 grudnia – Franciszek Szymkowiak, polski żołnierz i policjant (zm. 1940)[1]
- 17 grudnia:
  - David Butler, amerykański reżyser filmowy (zm. 1979)
  - Arthur Fiedler, amerykański dyrygent (zm. 1979)
  - Willem Schermerhorn, holenderski polityk, premier Holandii (zm. 1977)
- 18 grudnia – Adam Świtalski, polski pułkownik dyplomowany piechoty (zm. 1952)
- 19 grudnia:
  - Paul Dessau, niemiecki kompozytor, dyrygent (zm. 1979)
  - Ford Frick, amerykański dziennikarz, komentator i działacz sportowy (zm. 1978)
  - Wasilij Michajłow, radziecki polityk (zm. 1937)
  - Richard Vogt, niemiecki inżynier, konstruktor lotniczy (zm. 1979)
- 20 grudnia:
  - Kazimierz Dobrowolski, polski socjolog, etnolog, wykładowca akademicki (zm. 1987)
  - Robert Menzies, australijski polityk, premier Australii (zm. 1978)
  - Bronisław Półturzycki, polski generał dywizji, polityk, poseł na Sejm PRL (zm. 1969)
- 22 grudnia – Ludwig Steeg, niemiecki polityk nazistowski, burmistrz Berlina (zm. 1945)
- 24 grudnia:
  - Adolf Abram, polski major artylerii, działacz niepodległościowy (zm. 1969)
  - Evert Bulder, holenderski piłkarz (zm. 1973)
  - Georges Guynemer, francuski pilot wojskowy, as myśliwski (zm. 1917)
  - Johannes Hengeveld, holenderski przeciągacz liny (zm. 1961)
  - Alicja Napiórkowska, polska nauczycielka (zm. 1982)
- 25 grudnia:
  - Marcos Carneiro, brazylijski piłkarz (zm. 1988)
  - Maurice Floquet, francuski weteran I wojny światowej, superstulatek (zm. 2006)
  - Isaac Laddon, amerykański konstruktor lotniczy (zm. 1976)
- 26 grudnia:
  - Theodore E. Chandler, amerykański kontradmirał (zm. 1945)
  - Jan Francuz, polski duchowny katolicki, kapelan wojskowy (zm. 1942)
  - Modest Romiszewski, polski major kawalerii (zm. 1940)
  - Turar Ryskułow, radziecki polityk (zm. 1938)
- 27 grudnia:
  - Paul Costello, amerykański wioślarz (zm. 1986)
  - Mieczysław Grydzewski, polski historyk, felietonista (zm. 1970)
- 28 grudnia:
  - Alfred Romer, amerykański paleontolog, wykładowca akademicki (zm. 1973)
  - Franciszek Tatkowski, polski nauczyciel, samorządowiec, burmistrz Skarżyska Kamiennej (zm. 1940)
  - Mieczysław Wojciechowski, polski działacz niepodległościowy i inżynier (zm. ?)
- 30 grudnia – Eugeniusz Chrościcki, polski rotmistrz (zm. 1940)
- 31 grudnia:
  - Kurt Albrecht, niemiecki lekarz psychiatra i neurolog, wykładowca akademicki (zm. 1945)
  - Czesław Jastrzębiec-Kozłowski, polski poeta, tłumacz, esperantysta (zm. 1956)

- data dzienna nieznana:
  - Siergiej Abakumow, funkcjonariusz radzieckich służb specjalnych (zm. 1972)
  - Chajr ad-Din al-Ahdab, libański polityk, premier Libanu (zm. 1941)
  - Niedirbaj Ajtakow, radziecki działacz partyjny i państwowy (zm. 1938)
  - Stanisław Angerman, polski prawnik, urzędnik samorządowy, państwowy i konsularny (zm. 1960)
  - Walentin Asmus, rosyjski filozof, historyk filozofii (zm. 1975)
  - Mikałaj Azbukin, białoruski geograf, krajoznawca, publicysta, działacz narodowy (zm. 1943)
  - Manuel Aznar Zubigaray, hiszpański dziennikarz, pisarz, dyplomata (zm. 1975)
  - Franciszek Bartkowiak, polski kupiec, powstaniec wielkopolski, kapral (zm. 1958)
  - Mieczysław Bem, polski kapral, harcmistrz (zm. 1926)
  - Maria Bortnowska, polska działaczka Polskiego Czerwonego Krzyża, żołnierz AK (zm. 1972)
  - Iosif Czernogłaz, radziecki polityk (zm. 1930)
  - Cengeltijn Dżigdżiddżaw(inne języki), premier Mongolii (zm. 1933)
  - Konstantin Karawajew, radziecki polityk (zm. 1978)
  - Edwin Skinner, misjonarz Świadków Jehowy (zm. 1990)

## Święta ruchome
- Tłusty czwartek: 1 lutego
- Ostatki: 6 lutego
- Popielec: 7 lutego
- Niedziela Palmowa: 18 marca
- Wielki Czwartek: 22 marca
- Wielki Piątek: 23 marca
- Wielka Sobota: 24 marca
- Wielkanoc: 25 marca
- Poniedziałek Wielkanocny: 26 marca
- Pamiątka śmierci Jezusa Chrystusa: 19 kwietnia
- Wniebowstąpienie Pańskie: 3 maja
- Zesłanie Ducha Świętego: 13 maja
- Boże Ciało: 24 maja